# ガイウス・スルピキウス・パテルクルス
ガイウス・スルピキウス・パテルクルス（Gaius Sulpicius Paterculus）は共和政ローマのパトリキ（貴族）出身の政治家・軍人。紀元前258年に執政官（コンスル）を務めた。

## 経歴
カピトリヌスのファスティによれば、父も祖父もプラエノーメン（第一名、個人名）はクィントゥスであった。
紀元前258年に、アウルス・アティリウス・カラティヌスと共に執政官に就任したが、第一次ポエニ戦争の最中であった。歴史家ポリュビオス（紀元前204年？ - 紀元前125年？）によると、パテルクルスはカラティヌスと共にシケリア（シチリア）でカルタゴ軍と戦った。しかしローマの伝統的な年代記では、パテルクスはサルディニアに派遣され、多くのカルタゴ拠点を攻略し、さらにはカルタゴ本国があるアフリカへの侵攻も計画したが、これは逆風のために実現しなかったとされている。パテルクルスはまたローマ海軍を率いてスルキ沖の海戦でハンニバル・ギスコに勝利、ローマに帰還した後に凱旋式を実施している。

## 参考資料
1. ↑  カピトリヌスのファスティ
2. ↑  ポリュビオス『歴史』、1, 24, 9.
3. ↑  ヨハネス・ゾナラス、 8, 12, 4f.; Inscr. 13, 1, 77

- Friedrich Münzer : Sulpicius 81). In: Paulys Realencyclopädie der classischen Altertumswissenschaft (RE). Volume IV A, 1, Stuttgart 1931, Sp. 816 f.